# イヌっネコっジャンプ!
『イヌっネコっジャンプ!』は、はっとりみつるによる日本の漫画。『ヤングマガジンアッパーズ』（講談社）において、2000年9号から2002年3号まで連載された。全41話。単行本はアッパーズKCより全5巻刊行。略称はイヌネコ。

## 概要
はっとりみつるのデビュー及び初連載作品。第3回アッパーズ新人漫画賞入賞作『コレカラモツヅクオンガク』（『イヌっネコっジャンプ!』4巻収録）が元になっている。副題は「BOY MEETS GIRL IN THE SKY」で、「宇宙と陸上をテーマにした壮大なラブコメディ」。単行本は日本版の他、台湾版、韓国版が刊行されている。

## ストーリー
走り幅跳び高校ランキング2位だった大学1年生・雄皇隆大は、キャンパス内で謎の女子高生・堀口ゆうきと出会う。雄皇が幼い頃に抱いていた「くだらない夢」までも知っているゆうきに、付き纏われ振り回される日々が始まった。

## 登場人物

### 主要人物
雄皇 隆大（おず たかひろ）
本作の主人公。吉岡大学1年生。全国高校ランキング2位だった元走り幅跳び選手。跳び方ははさみ跳び。高校3年のインターハイでの予選落ちを期に陸上を辞める。子供の頃はすごいジャンプができたら地球を回れると信じており、幼稚園から毎日ジャンプの練習をしていた。大学に通うために上京し、キャンパスライフを楽しもうとしていた矢先、誰にも話したことないその「ガキの頃の妄想」を知っている女子高生・ゆうきと出会う。ゆうきにはどこかで会った気もするが良く思い出せない。
堀口 ゆうき（ほりぐち ゆうき）
本作のヒロイン。服部精華学園高等部2年生。何故か雄皇を知っており、一緒に地球を回るための練習をさせようとする。跳び方は反り跳び。雄皇に13年前処女を奪われたと主張。しょちゅう吉岡大学を徘徊している難攻不落の女子高生として有名で、「H･GAL（ヘッドホンギャル）の会」なる裏サークルまで存在する。部屋が汚く、料理も致命的にダメ。酒に弱い。人見知りが激しく、ヘッドホンをつけて外の音を遮らないと人前に出られない。ヘッドホンをかけることによる髪のハネが特徴。

### 吉岡大学
都立大学。陸上部が弱小で、五大学対抗試合では例年最下位。

#### 陸上部
和月 典子（わつき のりこ）
吉岡大学1年生。種目は走り高跳びと走り幅跳びで、共にインターハイでの入賞経験あり。中学生時代にたまたま目の前で見た雄皇のジャンプが陸上との出会い。雄皇とは高校が別で、陸上の大会で言葉を交わす程度だった。雄皇に気がある素振り。雄皇が陸上を辞めたことを残念に思っており、入部して貰いたいという気持ちと無理に入部させるのは申し訳ないという気持ちで揺れ動いている。巨乳。
芦奈野（あしなの）
陸上部キャプテン。種目はハンマー投げ。記録よりも記憶に残る投擲をということで、投擲時のかけ声に凝っており成績はボロボロ。千藺子も本人が楽しんでやっているならそれで良いと呆れ気味。ただ実力がない訳ではなく、かけ声のネタに詰まりイライラが加算されたパワーで真剣に投擲した大会では、そうでない大会の2倍以上の記録で優勝した。
冨樫 まめ子（とがし まめこ）
陸上部副キャプテン。種目は走り高跳び。関西弁で好奇心旺盛なお調子者の女狐。思い立ったが吉日の行動派。勘が鋭い。芦奈野以上に陸上部を仕切っており、千藺子に窘められながらも、あの手この手で強引に雄皇を陸上部に入部させようとする。百瀬とは同郷。
堀口 千藺子（ほりぐち ちいこ）
陸上部コーチでゆうきの母。専門は跳躍だが、他にコーチがいないため陸上部全体を見ている。親子仲はあまり良くない。かつて小学4年の雄皇に走り幅跳びを指導していた。若い頃は美人だったが今は見る影もなく、苗字も佐伯から堀口に変わっているため、雄皇は千藺子が憧れの佐伯先生であることに気付いていない。

#### その他
百瀬 太一（ももせ たいち）
2回留年している雄皇と同じ人文の1年生。通称「二留のももやん」。幼馴染みの冨樫に「百（もも）とつるむようなったらおしまい」と言われる程のダメ人間。星の観測を口実に許可を貰い、夜空の下で月イチ宴会を行う観星会のメンバー。ゆうきをネコちゃん、奈緒をウサギちゃんと呼び、会う度にゆうきの髪のハネ、奈緒のお下げを「にぎにぎ」しようとする。
彼石 梢（かれいし こずえ）
和月の友達で愛称はカレシ。和月とは大学通学中のバス内で知り合う。和月をのりさんと呼ぶ。空想が逞しい夢見る不思議少女。雄皇や和月と同い年だが、中学生と勘違いされる程外見が幼い。髪型はダブルシニヨン。

### 名和大学
長谷川 琴美（はせがわ ことみ）
名和大学1年の走り幅跳び選手。和月と同じ高校の出身で、高校1年の国体以来、インターハイ、日本、アジア、ジュニアと負けなし。A標準記録を突破し、オリンピック男子走り幅跳び日本代表に内定。和月が好き。和月からはハセくん、奈緒からはハセ兄ィと呼ばれている。口下手。
神内 奈緒（こううち なお）
名和大学付属高校2年の走り幅跳び選手。ゆうきに劣らず凶暴な暴走ヤンキー娘。2年の春に陸上を始めたばかりだが、今期高校ランキング2位で北関東大会を制し、「突如現れた“超新星”ガール」として雑誌に特集される。日本新、更には日本人女子初の7メートルジャンプを狙う自信家。鏡の前でポーズを決めたりとナルシストな一面も。暮井の家を寮代わりに高校に通っている。髪型はツインテール。
暮井（くれい）
長谷川や奈緒のコーチで千藺子の後輩。渾名はグレイ。一見するとスポーツサングラスをかけた「ただのイケメンまがいのオヤジ」だが、跳躍コーチとしては有名。女子制服に詳しい。

### 服部精華学園
吉岡大学の近くにある私立のお嬢様学校。毎学期クラス対抗のスポーツ大会が行われている。
柊 マヤ（ひいらぎ マヤ）
ユウキの所属する高等部2年A組の委員長。G組の翁とは犬猿の仲で、スポーツ大会でG組を倒すべくクラスを鼓舞する。次作『おとぎのまちのれな』に、同姓同名のキャラクターがケーブルテレビ局のアナウンサーとして登場。
最強 ネネ（さいごう ネネ）／碇 ふたば（いかり ふたば）
共に高等部2年A組所属。最強は色黒・筋肉モリモリで、小倉姉妹とは何らかの因縁がある様子。碇はツッコミ要員。
翁 彩香（おきな さやか）
高等部2年G組の委員長。何かと柊と張り合う。中間試験では柊を2位に抑え学年成績1位。髪型は縦ロールで化粧が濃い。
小倉姉妹
高等部2年G組所属。転校生。ツインヒポポタマスとして最強とやりあった過去がある模様。息の合ったコンビネーションプレイを見せる。

### ホテル百屋
百瀬の父が総支配人を勤めるホテル。吉岡大学陸上部が前年に続き夏合宿の宿泊ホテルとして利用。雄皇も夏休み中の住み込みバイトとして百瀬に連れて来られる。
冨樫 麻美（とがし まみ）
百屋の仲居でまめ子の9つ上の姉。妹とそっくりの狐顔。ポッチャリしている芦奈野にトラウマを植え付け、合宿期間中にやつれさせる程の執拗なデブ専。
綾乃（あやの）
百屋の仲居。麻美曰く「今時の高校生にしては働き者で機転が利」くとのことだが、実は中学生。夏から高校生と偽って住み込みで働いている。兄が陸上をやっていた関係で雄皇を知っていた。意図の読めない子悪魔的な言動で雄皇を惑わす。吉岡大学陸上部の夏合宿終了と共に上京。

## 書誌情報
はっとりみつる 『イヌっネコっジャンプ!』 講談社〈アッパーズKC〉、全5巻
- volume 1、2000年9月8日発行、ISBN 4-06-346074-6
- volume 2、2000年12月26日発行、ISBN 4-06-346091-6
- volume 3、2001年5月9日発行、ISBN 4-06-346105-X
- volume 4、2001年10月9日発行、ISBN 4-06-346122-X
  - 第3回アッパーズ新人漫画賞入選作『コレカラモツヅクオンガク』収録
- volume 5、2002年3月8日発行、ISBN 4-06-346141-6
  - 描き下ろし全20種類ミニキャラクターシール付き